# 123 Andrés
123 Andrés é uma dupla de cantores e de músicos formada pelo casal Andrés Salguero e Christina Sanabria. Eles venceram o Grammy Latino de Melhor Álbum Infantil do Ano por Arriba Abajo em 2016 e foram indicados ao Grammy Awards na mesma categoria em 2021 por Activate.

## Historia
Andrés Salguero nasceu em Bogotá, Colômbia. Começou a estudar música quando criança e originalmente se mudou para os Estados Unidos para continuar estudando música. Christina Sanabria nasceu nos Estados Unidos, filha de pais colombianos.  Antes de fazer parte do 123 Andrés, Christina foi professora de escola pública na Filadélfia.

## Discografia
- 2015: ¡Uno, Dos, Tres Con Andrés! En Español Y En Inglés[4]
- 2016: Arriba Abajo
- 2018: La Luna
- 2019: Canta las Letras
- 2021: Actívate

## Prêmios e indicações

### Grammy Awards
| Ano  | Álbum            | Categoria                       | Resultado |
| ---- | ---------------- | ------------------------------- | --------- |
| 2021 | Actívate         | Melhor Álbum de Música Infantil | Indicado  |
| 2024 | We Grow Together | Melhor Álbum de Música Infantil | Venceu    |

### Grammy Latino
| Ano  | Álbum                        | Categoria                           | Resultado |
| ---- | ---------------------------- | ----------------------------------- | --------- |
| 2015 | ¡Uno, Dos, Tres, con Andrés! | Melhor Álbum Infantil Latino do Ano | Indicado  |
| 2016 | Arriba Abajo                 | Melhor Álbum Infantil Latino do Ano | Venceu    |
| 2019 | Canta las Letras             | Melhor Álbum Infantil Latino do Ano | Indicado  |

### Outros prêmios
- Arriba Abajo: Parents' Choice Gold Award
- Arriba Abajo: Gravação infantil pelo American Library Association[5]
- Canta Las Letras: Parents' Choice Silver Award.